# NGC 2320
NGC 2320 is een elliptisch sterrenstelsel in het sterrenbeeld Lynx. Het hemelobject werd op 28 december 1790 ontdekt door de Duits-Britse astronoom William Herschel.

## Synoniemen
- UGC 3659
- MCG 8-13-51
- ZWG 234.47
- PGC 20136